# Oldenburg eins

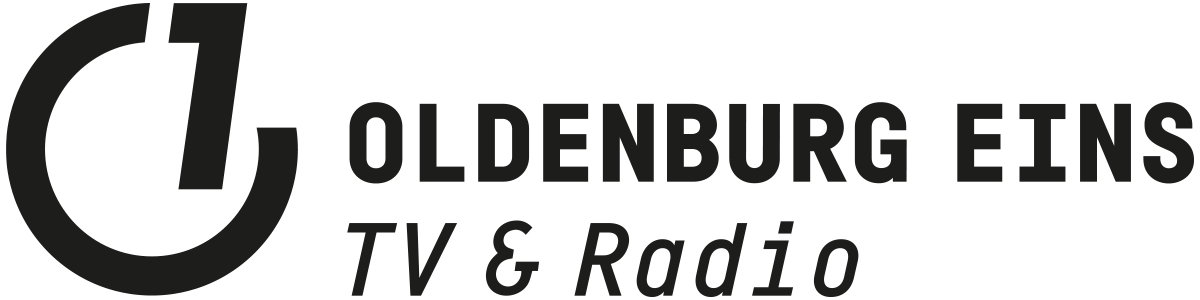
Neues Senderlogo aus dem Jahre 2016

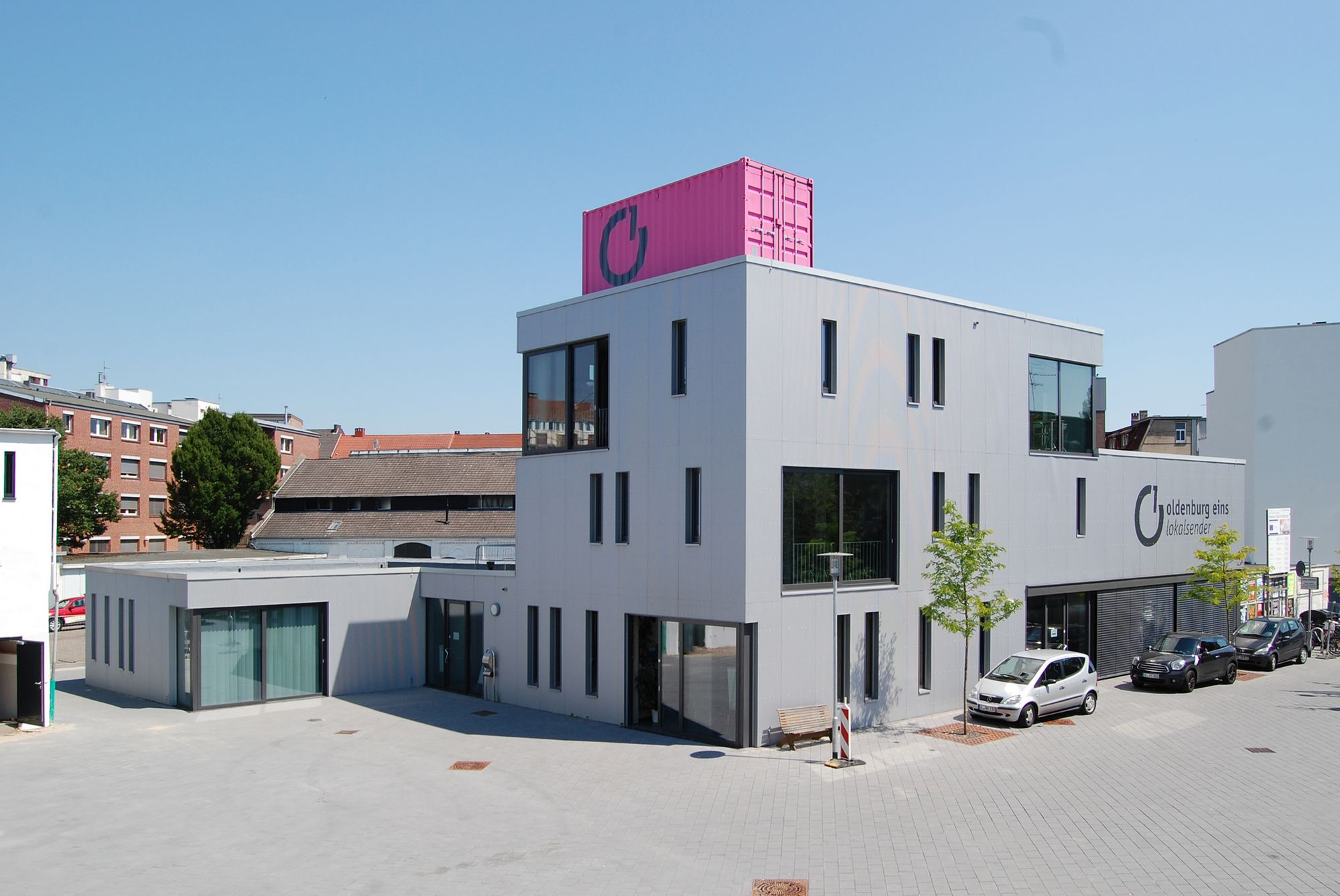
oeins Neubau (Kulturturm) kurz nach Beendigung der Bauarbeiten 2014, in der Bleicherstraße 8–10

oldenburg eins oder kurz „oeins“ ist ein in Oldenburg (Oldb.) ansässiger Bürgerfunksender. Der in der Stadt Oldenburg und der näheren Umgebung empfangbare Lokalsender ist einer von derzeit 15 Bürgerrundfunkveranstaltern in Niedersachsen. Das Angebot umfasst ein Fernseh- und ein Hörfunkprogramm.

## Geschichte
Am 15. November 1996 nahm der „Offene Kanal Oldenburg“ („ok ol“) seinen Sendebetrieb auf. Als erste Sendung wurde am 16. November um 14 Uhr „Rock Zirkus“ ausgestrahlt, die damit – da sie immer noch wöchentlich produziert und gesendet wird – das „dienstälteste“ Format bei Oldenburg eins ist. Anfangs handelte es sich um einen reinen Offenen Kanal ohne redaktionellen Anteil, der zunächst mit seinem Hörfunkprogramm startete. Im ersten Jahr erstellten die Nutzer 40 Stunden Programm in 62 Sendungen. 2007 umfasste das Programm inklusive des redaktionellen Anteils insgesamt 8033 Stunden in 3959 Sendungen.
Im Februar 1997 wurde der TV-Betrieb aufgenommen. Das Sendevolumen im Fernsehen stieg von 195 Stunden (303 Sendungen) im ersten Jahr auf 2872 Stunden (881 Sendungen) im Jahr 2007.
Nach der Verabschiedung des Niedersächsischen Mediengesetzes (NmedienG) im November 2001 wurden im Jahr 2002 sämtliche (damals 14) niedersächsischen Offenen Kanäle und Nichtkommerziellen Lokalradios in Bürgermedienanstalten verwandelt und zunächst bis zum 1. April 2009 lizenziert. Die Lizenz von „oeins“ wurde im Jahr 2021 von der Landesmedienanstalt bis zum 31. März 2031 verlängert.

## Struktur
Träger des Senders ist der Verein „Lokalsender Oldenburg e. V.“, der 1994 unter dem Namen „Offener Kanal Oldenburg e. V.“ gegründet worden war und sich 2002 im Zuge der Strukturänderung durch das niedersächsische Mediengesetz umbenannte. Der Verein verfügt über rund 100 Mitglieder. Der Beirat setzt sich aus 30 Personen des öffentlichen Lebens aus Stadt und Region Oldenburg zusammen.
Oeins beschäftigt zehn feste Mitarbeiter sowie drei Auszubildende. Dazu kommen bis zu zehn Praktikanten, die für ein bzw. ein halbes Jahr in den Bereichen Lokalredaktion Hörfunk und TV, Medienpädagogik und Technik mitarbeiten, und rund 30 unentgeltliche Mitarbeiter. Der Sender bietet eine Stelle für das Freiwillige Soziale Jahr Kultur sowie in Kooperation mit der in Oldenburg erscheinenden Nordwest-Zeitung Crossmedia-Volontariate an.
Im August 2024 waren ca. 3900 Nutzer eingetragen, knapp über einem Drittel davon ist weiblich.
Die Aufgaben entsprechen den Zielen, die das „NmedienG“ dem Bürgerrundfunk stellt:
1. Publizistische Ergänzung der lokalen und regionalen Berichterstattung sowie des kulturellen Angebotes in der Region;
2. Gewährung eines offenen und diskriminierungsfreien Zugangs zum Rundfunk für alle Bürger im Verbreitungsgebiet sowie
3. Vermittlung von Medienkompetenz.

## Finanzierung
Wie bei allen Bürgersendern gibt es im Programm von oeins keine Werbung. Die Finanzmittel werden zu 77 % durch einen Zuschuss der Niedersächsischen Landesmedienanstalt abgedeckt, der sich aus den Rundfunkgebühren ableitet. Die restlichen 23 % werden durch Eigenmittel wie Spenden, Mitgliedsbeiträge, Arbeitsförderung oder ehrenamtliche Tätigkeit aufgebracht.

## Programm

### Fernsehen
Das Fernsehprogramm von oeins ist im digitalen Kabelnetz in der Region Oldenburg zu empfangen und seit dem 20. Februar 2009 auch im Internet als Live-Stream verfügbar. Sendetage sind Montag, Mittwoch und Freitag. Die Sendedauer pro Woche beträgt zwölf Stunden, dazu kommen Sonderprojekte. Dienstags, donnerstags und samstags wird das Vortagesprogramm wiederholt; sonntags von 10:00 Uhr an das gesamte Wochenprogramm.
Redaktionell betreute Sendungen sind dabei z. B. das Lokalmagazin „oeins aktuell“ (freitags). Weitere feste Formate sind das „oeins Forum“, „angekommen?!“ oder „Radio Globale TV“. Dazu kommen Sondersendungen zu aktuellen Themen (Wahlen), Livesendungen (z. B. Ratssitzungen der Stadt Oldenburg) sowie Aufzeichnungen von Veranstaltungen.
Ein großer Teil der ausgestrahlten Sendungen steht außerdem nach Ausstrahlung in der Mediathek zur Verfügung.

### Hörfunk
Das Radioprogramm von oeins ist über UKW 106,5, DAB+ und über den Web-Livestream empfangbar. Viele der Sendungen werden von ehrenamtlichen Mitarbeitern moderiert.
Seit November 2009 ist das Programm komplett neu aufgestellt. Der frühe Morgen wird mit einem Musikrahmenprogramm bestückt. Um 7 Uhr beginnt der Livebetrieb. In den morgens jeweils dreistündigen Magazinen „der morgen“ und „am vormittag“ wird über aktuelle Themen aus der Region berichtet. Zur vollen Stunde werden die Weltnachrichten von NDR-Info übernommen, zur halben Stunde gibt es lokale Nachrichten.
In der Mittagsschiene gibt es um 13 Uhr und um 14 Uhr mit der „mixtour“ eine Stunde lang lockere Unterhaltung mit Musik und einigen Themen. „Am Nachmittag“ begleitet die Hörer dann ab 15 Uhr mit Service und aktuellen Berichten in den Feierabend. Ab 18 Uhr übernehmen die Nutzersendungen, die von Bürgern produziert werden. Zurzeit gibt es etwa 70 dieser Sendungen. Das Wochenende wird komplett mit Nutzersendungen oder Rahmenprogramm bestückt.
Im redaktionellen Teil des Programms gibt es neben aktuellen Berichten auch regelmäßige Studiogespräche, in denen verschiedene Einrichtungen der Stadt und der Region über ihre Tätigkeiten berichten. Dazu gehören unter anderem kulturelle Einrichtungen, aber auch soziale Projekte etc.
Das Hörfunkprogramm kann auf der Internetseite des Senders über ein „Web-Radio“ verfolgt werden.